# Ell
Ell é uma comuna do Luxemburgo, pertence ao distrito de Diekirch e ao cantão de Redange.

## Demografia
Dados do censo de 15 de fevereiro de 2001:
- população total: 823
  - homens: 417
  - mulheres: 406
- densidade: 38,19 hab./km²
- distribuição por nacionalidade:

| Nacionalidade  | População | %      |
| -------------- | --------- | ------ |
| luxemburgueses | 653       | 79,34% |
| estrangeiros   | 170       | 20,66% |
| - portugueses  | 11        | 1,34%  |
| - franceses    | 7         | 0,85%  |
| - italianos    | 4         | 0,49%  |
| - belgas       | 131       | 15,92% |
| - alemães      | 4         | 0,49%  |
| - iuguslavos   |           | 0,00%  |
| - outros       | 13        | 1,58%  |

- Crescimento populacional:

| Ano        | População |
| ---------- | --------- |
| 15/02/2001 | 823       |
| 01/01/2002 | 842       |
| 01/01/2003 | 874       |
| 01/01/2004 | 871       |
| 01/01/2005 | 929       |